# Воскресная школа
Воскре́сная шко́ла — форма начального обучения детей и взрослых в христианских храмах. Воскресная школа может носить функции самостоятельной организации местного религиозного объединения. Название образовано от дня проведения занятий — так как обычно они проводятся в выходной день — по воскресеньям после праздничной Божественной Литургии.

## История возникновения и развития воскресных школ

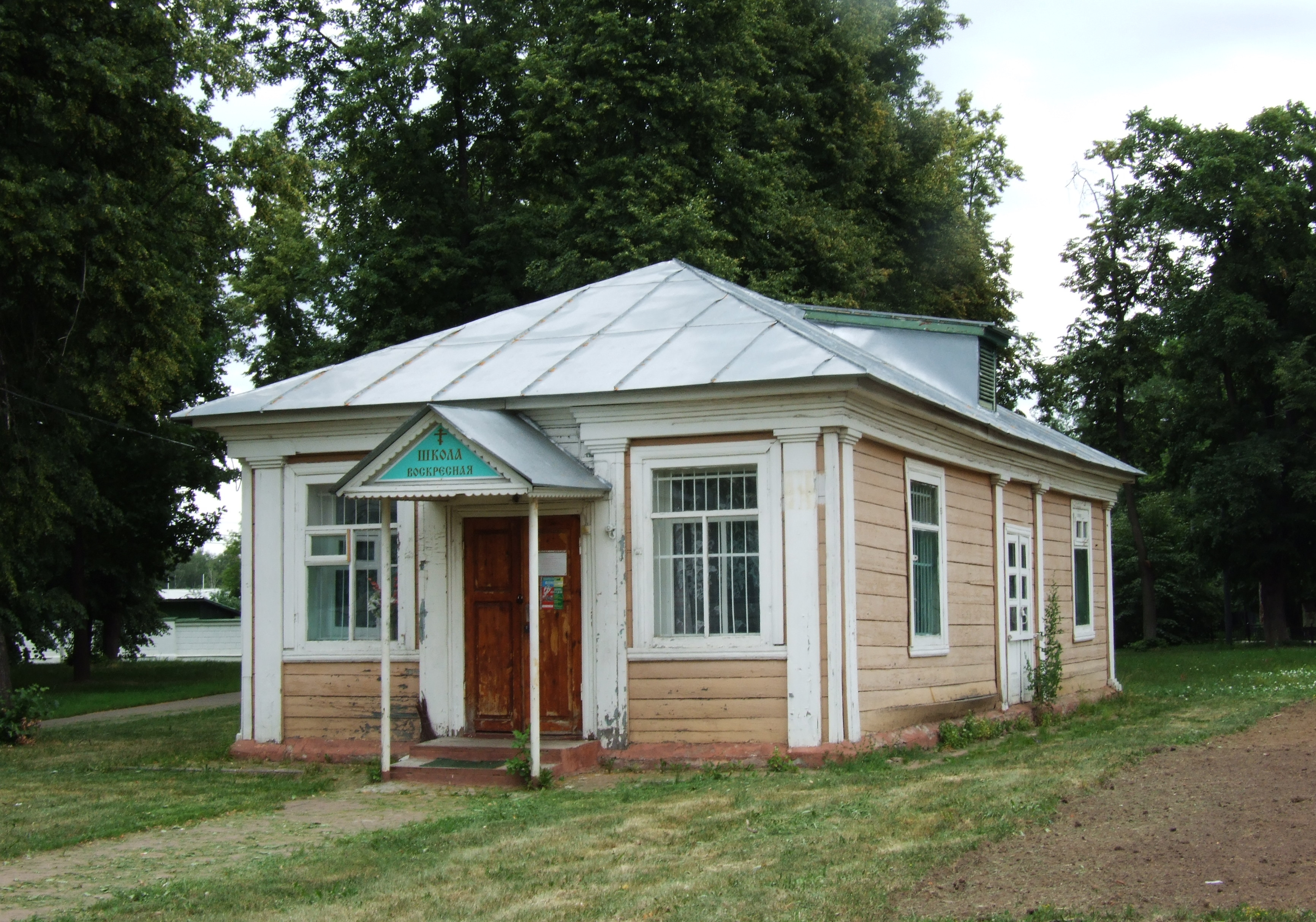
Воскресная школа, усадьба Кузьминки

Предположительно самая первая воскресная школа открылась в 1751 в церкви Святой Марии в Нотингеме, Англия. Следующая воскресная школа была открыта Ханной Бал, уроженкой Хай Вайкомбе в Бакингемшире, которая основала там школу в 1769 году. Тем не менее, пионером воскресных школ обычно (хотя и не совсем точно), считается англиканин Роберт Райкс, редактор и владелец «Глостерского журнала», который видел необходимость предотвратить попадание детей в трущобы и криминальную среду.
В Англии XVIII века образование было привилегией меньшинства и не было обязательным. Богатые люди обучали своих детей в частном порядке дома, с наемными гувернантками или воспитателями для детей младшего возраста. Мальчиков часто отправляли в школу-интернат, поэтому эти платные образовательные учреждения были похожими на современные государственные школы. Дети заводских рабочих и батраков не получали формального образования и обычно работали вместе с родителями шесть дней в неделю, иногда более 13 часов в день.
В 1781 году, вызвав своего друга Уильяма Кинга, который уже проводил воскресную школу в Дурслее, Райкс увидел тяжелое положение детей, живущих в трущобах Глостера. В доме миссис Мередит он открыл школу для детей бедняков в Сути-Алли (графство Глостершир).
Занятия проводились в воскресенье — единственный день, когда могли присутствовать мальчики и девочки, живущие в трущобах и работающие на фабриках. Используя Библию в качестве учебника, Роберт Райкс учил их читать и писать.
В течение четырёх лет более 250 000 детей посещали школы в воскресенье по всей Англии. В 1784 году открылось много новых школ, в том числе межконфессиональная воскресная школа Стокпорта, которая финансировала и построила школу для 5000 учеников в 1805 году. В конце XIX века это было признано самым крупным в мире. К 1831 году сообщалось, что посещаемость воскресных школ выросла до 1,2 млн.

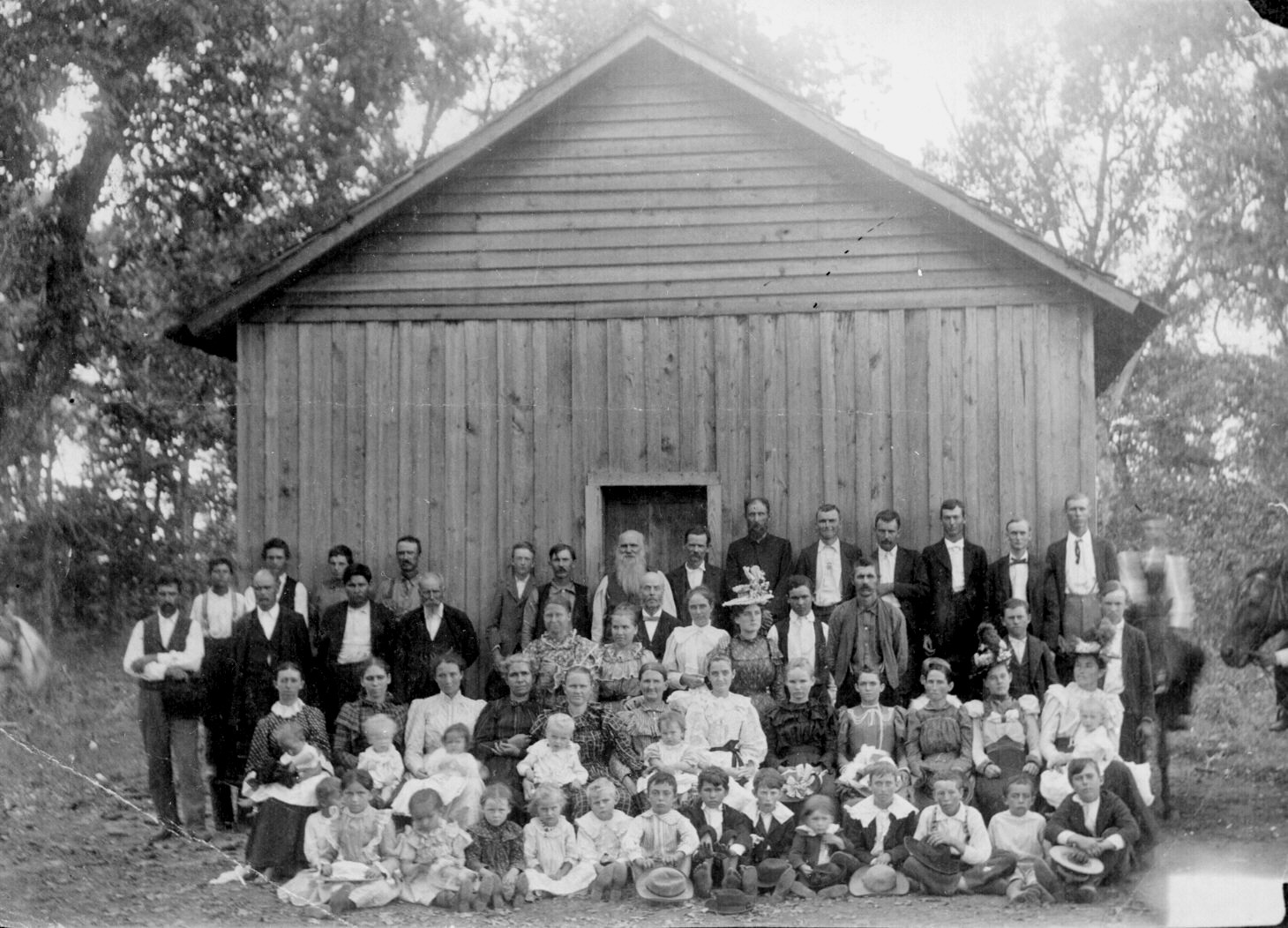
Воскресная школа для белых детей и индейцев. Оклахома. 1900 год

К 1831 году воскресные школы Великобритании посещались еженедельно на 1 250 000 детей, или около 25 процентов от числа людей, имеющих право на участие. Они обеспечивали основные уроки грамотности наряду с религиозным обучением.
Работа воскресных школ в промышленных городах чаще всего были возможна благодаря благотворительности и, в конечном счете, перешло на финансирование из государственного бюджета в школах Великобритании конца XIX века. Тем не менее воскресные школы продолжались наряду с таким возрастающим образовательным обеспечением, а также развивались новые формы, такие как движение социалистических воскресных школ, которое началось в Соединённом Королевстве в конце XIX века.
Американская воскресная школьная система была впервые создана Самуэлем Слейтером на его текстильных фабриках в Потукет, Род-Айленд, в 1790-х годах. Известными лидерами 20-го века в движении американской воскресной школы являются: Кларенс Герберт Бенсон, Генриетта Мирс, основатель света Евангелия, Д-р Джин А. Гетц, Говард Хендрикс, Лоис Э. Лебар, Лоуренс О. Ричардс и Элмер-Таунс.

## Воскресные школы в Российской империи
Основателем воскресных школ в Российской империи XIX века считается Платон Васильевич Павлов. Отмечают, что воскресная школа из всех существовавших в России, выделялась как наиболее демократичная — она создавалась для обучения взрослого неграмотного и полуграмотного населения в городах и деревнях.
Первоначально воскресные школы находились только в ведении Министерства народного просвещения. Вопрос о них вызвал неоднозначную реакцию в правительственных кругах. 5 (17) января 1861 г. в Совете министров состоялось его обсуждение, в ходе которого была отмечена целесообразность надлежащего контроля воскресных школ, но отнюдь не их закрытия. Тем не менее, 10 (22) июня 1862 г. все воскресные школы, кроме школ Дерптского учебного округа, были закрыты по повелению Александра II. К этому времени общее число воскресных школ в России доходило до 316, приблизительно с 20 тыс. учащихся.
Спустя два года, в 1864 г. воскресные школы вновь были открыты при ведомстве Министерства народного просвещения. С 1866 г. воскресные школы начали открываться при духовных семинариях. Они должны были стать местом педагогической практики для воспитанников последних двух классов семинарии.

## Способы функционирования воскресных школ
К главным целям организации воскресной школы относится воцерковление — христианское воспитание и начальное образование детей и взрослых прихожан. Обычно занятия воскресной школы проходят непосредственно в здании храма или в одном из помещений причтового дома, специально построенном или приспособленном для проведения учебных занятий.
Учащимся рассказываются событие предстоящего, наступившего или прошедшего церковного праздника, библейские сюжеты, основы христианской веры, объясняют священнодействия с церковным пением, иконописью, колокольным звоном и другими формами церковного искусства. Занятия могут проходить с чаепитиями, спортивными занятиями, походами на природу, в строгой и в игровой форме.
Учителя воскресных школ обычно являются людьми, которые выбраны для участия в церкви назначенным координатором, советом или комитетом. Как правило, выбор основан на восприятии характера и способности преподавать Библию, а не формальной подготовки в области образования. Некоторые учителя воскресной школы имеют опыт обучения в результате своего основного рода занятий в качестве обычного учителя. Некоторые церкви требуют, чтобы учителя воскресной школы и катехизаторы посещали курсы, чтобы обеспечить им достаточное понимание веры и учебного процесса для обучения других. Другие церкви позволяют добровольцам преподавать без обучения; вера и желание учить — это все, что требуется в таких случаях. Нередко в воскресных школах преподают сами священники.
В Русской православной Церкви каждое воскресенье после Божественной Литургии в воскресной школе обсуждаются различные вопросы православного вероучения, история взаимоотношений Церкви и общества, порядок совершения всех богослужений в храме, церковное искусство и каждый учащийся делится своим личным опытом духовной жизни.
В воскресных школах могут обучать не только чисто церковным, но и общеобразовательным светским наукам, ремёслам и профессиям: истории, литературе, музыке, английскому языку, живописи, шитью, вышиванию, кулинарным умениям, столярному и плотницкому навыкам и др.
Учащиеся воскресных школ могут привлекаться к уборке и ремонту храма, к уходу за тяжело больными людьми, к участию в крестных ходах и в церковных концертах.